# Constance Markievicz
Contesa Constance Georgine Markievicz (în poloneză: Markiewicz, născută Gore-Booth; n. 4 februarie 1868 - d. 15 iulie 1927) a fost o politiciană și o sufragetă irlandeză din partea Sinn Féin.
A fost prima femeie aleasă în Camera Comunelor din Regatul Unit și aceasta în decembrie 1918.
Împreună cu alți lideri Sinn Féin, a format pentru prima dată camera inferioară, Dáil Éireann, a Parlamentului irlandez.
A fost una dintre primele femei din lume care au deținut un portofoliu ministerial și anume Ministerul Muncii din perioada 1919 - 1922.
În tinerețe a dorit să se pregătească pentru pictură, dar în acea perioadă o singură școală din Dublin accepta studenți femei.
În 1892 intră la Slade School of Fine Art din Londra, unde ia contact și cu mișcarea politică și intră în Uniunea Națională a Societăților de Femei Sufragete, care milita pentru emanciparea femeii.
Ulterior se mută la Académie Julian din Paris.
Aici îl cunoaște pe viitorul soț, contele Casimir Markievicz.
În 1908 intră în proaspătul înființat Sinn Féin și se angajează în războiul civil irlandez.
Astfel, în 1909 înființează Fianna Éireann, o organizație naționalistă paramilitară care antrena tineri și tinere în utilizarea armelor de foc.
În 1911 este arestată deoarece organizase un protest împotriva vizitei în Irlanda a regelui George al V-lea.
În perioada Rebeliunii de Paști din 1916, Constance este unul din liderii principali ai Armatei de Cetățeni Irlandezi.
Acuzată de înaltă trădare, este arestată de curtea marțială bitanică și condamnată la închisoare pe viață, dar curând (în 1917) este eliberată datorită unei amnistii generale.
A murit la un spital din Dublin ca urmare a unui cancer sau a unei tuberculoze.
Timp de două zile, irlandezii au adus omagii trupului ei neînsuflețit.
A fost înmormâmntată alături de alți mari luptători pentru cauza irlandeză.
1. ↑  Constance Georgine Gore-Booth, The Peerage, accesat în 9 octombrie 2017
2. 1 2 3  Autoritatea BnF, accesat în 10 octombrie 2015
3. 1 2  Constance Georgine Markiewicz, Find a Grave, accesat în 9 octombrie 2017
4. ↑  Constance (Countess) Markievicz, Allgemeines Künstlerlexikon Online
5. 1 2  Constance Markievicz, Encyclopædia Britannica Online, accesat în 9 octombrie 2017
6. ↑  Czech National Authority Database, accesat în 28 ianuarie 2023
7. ↑  Constance Georgine Markievicz, Dictionary of Irish Biography
8. ↑  Constance Markievicz, SNAC, accesat în 9 octombrie 2017
9. 1 2 3 4 5 6 7  Kindred Britain
10. 1 2  The Peerage
11. ↑  The Marriage of Miss ConstanceGore-Booth (în engleză), The Sligo Champion, 13 octombrie 1900, p. 5
12. ↑  Hansard 1803–2005